# Провіденський район
Провіденський район (рос. Провиде́нский район; ескім. Урэлӄуйым район — адміністративно-територіальне утворення на сході Чукотського автономного округу Росії. В його межах існує муніципальне утворення Провіденський міський округ, утворений замість скасованого Провіденського муніципального району.
Адміністративний центр — селище міського типу Провіденія.

## Географія
Провіденський район знаходиться на сході Чукотського автономного округу, велика його частина розташована в південній частині Чукотського півострова. На півночі межує з Чукотським муніципальним районом, на заході-с Іультинським муніципальним районом. Зі сходу омивається водами Берингового моря Тихого океану, з півдня — водами Анадирської затоки Тихого океану. Протяжність берегової лінії в межах району становить 850 км, велика частина якої порізана скелястими мисами, глибокими затоками і фіордами.
Клімат
Клімат на території Провіденського району субарктичний морський зі швидким наростанням ступеня континентальності в міру віддалення від узбережжя. Середні температури взимку становлять -16ºС; влітку +9ºС. Особливістю холодного періоду є можливість випадання рідких опадів і підвищення температури до позитивних значень в грудні-лютому.
Максимальні швидкості вітру спостерігаються і досягають 40 м/с і більше, пориви вітру на більшій частині території досягали 50 м/с. Різке посилення штормової активності відбувається восени і досягає максимуму в листопаді-грудні.
Річна тривалість сонячного сяйва становить 1500—1800 годин на північному сході півострова, що складає від 30-45 % від можливої.
Через особливості географічного положення району тут часті тумани. Всього за рік у середньому на узбережжі число днів з туманом коливається від 30 до 50 днів у південно-східній частині півострова, значно зменшуючись у внутрішніх районах (до 10-15 днів). В окремі роки число днів з туманом може зростати до 100—120.
Річна кількість опадів сильно змінюється в залежності від рельєфу місцевості. На східному узбережжі Чукотського півострова випадає близько 250—350 мм, з видаленням від узбережжя кількість опадів зменшується майже вдвічі. Всього за рік відзначається 110—150 днів з опадами, причому на частку днів зі снігом доводиться 55-60 %, днів з дощем — в середньому 30-35 %, змішані опади фіксуються в 6-10 % випадків.
Гідрографія
На території району сильно розвинена озерно-річкова мережа. Суворий клімат і повсюдне поширення вічної мерзлоти зумовлюють своєрідний режим річок району — тривалий льодостав, різку сезонність живлення і нерівномірність стоку, швидкі і високі паводки, промерзання багатьох річок до дна і широкий розвиток полію. Льодостав триває 7-8 місяців на рік. Річки замерзають у вересні, розкриваються в кінці травня — початку червня. Їх розкривання супроводжуються заторами через пізніше звільнення річок від льоду в нижній течії. Завдяки рельєфу річки відрізняються крутим падінням, особливо у верхній течії, де вони мають гірський характер. Нижня течія річок має широкі долини і заплавне перебіг. Великі річки: Йоонайвеєм, Нунямоваам, Курупка, Енмелен.
Є багато озер і боліт, які зазвичай зустрічаються разом. Найчастіше озера і болота розташовані по долинах річок та узбережжі морів, а також на плоских вододілах і пологих схилах. В горах розвинена мережа моренних озер. На узбережжі розташовані численні лагунні озера, які утворилися в результаті підняття берега. Більшість озер проточні, з них беруть початок багато струмків і річок. Живлення здійснюється за рахунок талих і дощових вод. Грунтове живлення зовсім незначне. Взимку вони покриваються шаром льоду товщиною 1,5-2 м. Низинні озера часто заростають і перетворюються в трясовини.

## Історія
Провіденський район утворений в 1957 році. Раніше території Провиденского, сучасного Чукотський і значна частина Іультинського району входили до складу Чукотського району. У 1957 році його південна частина була виділена в Провіденський район.
Під час проведення колективізації і політики укрупнення поселень на території Провіденського району з численних стійбищ було утворено 5 великих національних сіл.
З 2004 року по 2010 рр. у Провіденський муніципальний район входило 6 муніципальних утворень, у тому числі 1 міське і 5 сільських поселень. Законом від 20 листопада 2010 року вони були частково перетворені: кількість муніципальних утворень скоротилося до одного міського та трьох сільських поселень .
Законом Чукотського автономного округу від 20 жовтня 2010 року, сільські поселення Нове Чаплине і Сіренікі були скасовані і включені в міське поселення Провіденія .
В 2010 по 2015 рр. в Провіденський муніципальний район входило 4 муніципальних освіти, в тому числі 1 міське і 3 сільських поселення:Неможливо визначити кількість стовпців. Законом Чукотського автономного округу від 8 червня 2015 року, всі муніципальні освіти Провіденського муніципального району — міське поселення Провидіння і сільські поселення Янракиннот, Нунлігран, Енмелен — були скасовані і об'єднані в Провіденський міської округ .

## Населення
Район
| 1959  | 1970  | 1979  | 1989  | 2002  | 2006  | 2009  |
| ----- | ----- | ----- | ----- | ----- | ----- | ----- |
| 6267  | ↗8728 | ↘8415 | ↗9778 | ↘4660 | ↘4427 | ↘4293 |
| 2010  | 2012  | 2013  | 2014  | 2015  | 2016  | 2017  |
| ↘3923 | ↘3895 | ↘3810 | ↘3771 | ↘3737 | ↘3714 | ↘3689 |
| 2018  | 2019  | 2020  |       |       |       |       |
| ↗3695 | ↗3704 | ↘3550 |       |       |       |       |

Міський округ
| 2016 | 2017  | 2018  | 2019  | 2020  |
| ---- | ----- | ----- | ----- | ----- |
| 3714 | ↘3689 | ↗3695 | ↘3678 | ↘3550 |

Урбанізація
У міських умовах — в смт Провіденія жителів, 2021 рік) — проживають 83,18 % населення району (міського округу).
Національний склад
Чукчі складають 36,7 % від загальної чисельності населення району; 19,1 % складають ескімоси (максимальна концентрація в Росії).

## Населені пункти
До складу району (міського округу) входять 6 населених пунктів, в тому числі 1 селище міського типу і 5 сіл
| Назва        | Тип  | Населення |
| ------------ | ---- | --------- |
| Провіденія   | смт  | 2141      |
| Нове Чапліно | село | 378       |
| Нунлігран    | село | 302       |
| Сіреніки     | село | 402       |
| Енмелен      | село | 307       |
| Янракиннот   | село | 314       |

## Економіка
Основним видом промислової діяльності в районі є виробництво і розподіл електричної і теплової енергії, води, а також обробне виробництво.
На території Провіденського району виявлено родовища корінного і розсипного золота, корінного срібла, олова, міді, миш'яку, ртуті, урану, проте промислове видобування не здійснюється. Лише в 1967—1968 рр. було опрацьовано невелике родовище розсипного золота .

## Транспорт
Дорожня мережа на території не розвинена, є автодорога з гравійним покриттям від Провидіння до аеропорту довжиною 11,5 км і до села Нове Чапліно завдовжки 18 км. Ходять рейсові автобуси за маршрутами «Провидіння — Аеропорт» і «Провидіння — Нове Чапліно» . Використовуються автобуси вахтового типу на шасі Урал-4320. З іншими населеними пунктами райцентр пов'язаний зимниками, що проеладаються щорічно, і вертольотом. Пасажирське сполучення з окружним центром і всередині району цілий рік здійснюється повітряним транспортом.

## Пам'ятки природи
- Водний пам'ятник — «Ключевой», розташований на березі Сенявінської протоки. Це термомінеральні джерела з температурою води до 80° С, де росте унікальна термофільна реліктова флора.
- Озеро Аччон — водний пам'ятник природи.
- Водно-ботанічна пам'ятка природи «Чаплинський» — високотемпературні мінеральні джерела з унікальною термофільною рослинністю[32].

Майже вся територія Провіденского району входить до складу природно-етнічного парку «Берингія».